# 민 (시호)
민(閔, 愍, 湣, 緡)은 시호에 쓰이는 글자다. 네 글자가 같이 쓰이는데, 《일주서》 〈시법해〉에 愍은 재국봉난(在國逢難), 사민절상(使民折傷), 재국연우(在國連憂), 화란방작(禍亂方作)을 일컫는다 한다.

## 민황제
- 서진 민제
- 양 민제(소연명)
- 후당 민제
- 금 민제
- 남송 민제
- 명 민제(숭정제)
- 청 민제

## 민왕
- 탐라국 민왕
- 제 민왕
- 전한 임강 민왕 유영
- 후한 진 민왕 유총
- 진 민왕 탁발고

## 민공
- 기 민공
- 노 문공 (민공)
- 노 민공
- 송 민공
- 연 민공

## 민후
- 후한 호치민후 경감
- 후한 낭릉민후 장궁
- 조위 도민후 이전
- 후한 박창민후 하후연